# Pointe Damoy
La Pointe Damoy est un site historique de la Péninsule Antarctique.

## Géographie
La Pointe Damoy est un promontoire rocheux sur le côté ouest de l'île Wiencke, dans l' archipel de Palmer de la péninsule Antarctique. Elle fait face à l'île Anvers dont elle est séparée par le chenal Neumayer souvent encombré d'icebergs. Sur son côté est s'ouvre la petite baie Dorian. Au sud est se situe Port Locroy dans l'île Goudier.
Coordonnées : 64.49 S, 63.31 O

## Histoire
La Pointe Damoy a été découverte et nommée par la première expédition française en Antarctique de 1903 à 1905 à bord du trois-mâts goélette Le Français commandé par Jean-Baptiste Charcot.
À partir de 1973 la pointe Damoy a été utilisée comme base aérienne de transit par le British Antarctic Survey (BAS) une organisation gouvernementale britannique ayant pour mission les recherches et les études scientifiques en Antarctique. En effet la base de Rothera située 375 km plus au sud sur l'île Adélaïde n'est pas toujours accessible par mer en raison des glaces. Une piste d'atterrissage pour avions munis de skis avait été balisée sur un glacier dominant la Baie Dorian. Le personnel scientifique et les marchandises parvenus par bateau à la Baie Dorian étaient ensuite acheminés par des avions Twin Otter jusqu'à la base Rothera.
En novembre 1975 une cabane refuge a été construite pour desservir la piste. Une équipe de deux ou trois personnes y résidait l'été pour aider au chargement des avions avec des motos neige et pour fournir aux aviateurs les informations météo nécessaires à leurs vols. En cas de mauvais temps interdisant les vols le refuge et des tentes servaient à héberger les personnes en transit.
La cabane refuge a été abandonnée quand le BAS a été capable de faire des liaisons aériennes entre Rothera et les îles Malouines (Falkland Islands).

## Vestiges historiques
La cabane du BAS a été conservée telle qu'elle était lors de sa dernière occupation en 1993. A l'intérieur on peut voir du matériel scientifique, des équipements, des vivres et des souvenirs de son activité rappelés également par des panneaux explicatifs. Elle a été classée Historic Site and Monument No 84 par le secrétariat du Traité sur l'Antarctique sur proposition du Royaume Uni. Elle est gérée et protégée par l' Antarctic Heritage Trust , une association qui a pour objectifs la promotion de la connaissance de l'histoire humaine de l'Antarctique et la préservation des sites historiques en Antarctique.
Tout à côté la cabane du BAS on peut voir également un refuge argentin abandonné nommé Bahia Dorian. Cette cabane avait été construite par la marine argentine le 23 février 1953. Elle a une superficie d'environ 12 mètres carrés. Cette cabane a été utilisée uniquement comme refuge d'urgence.

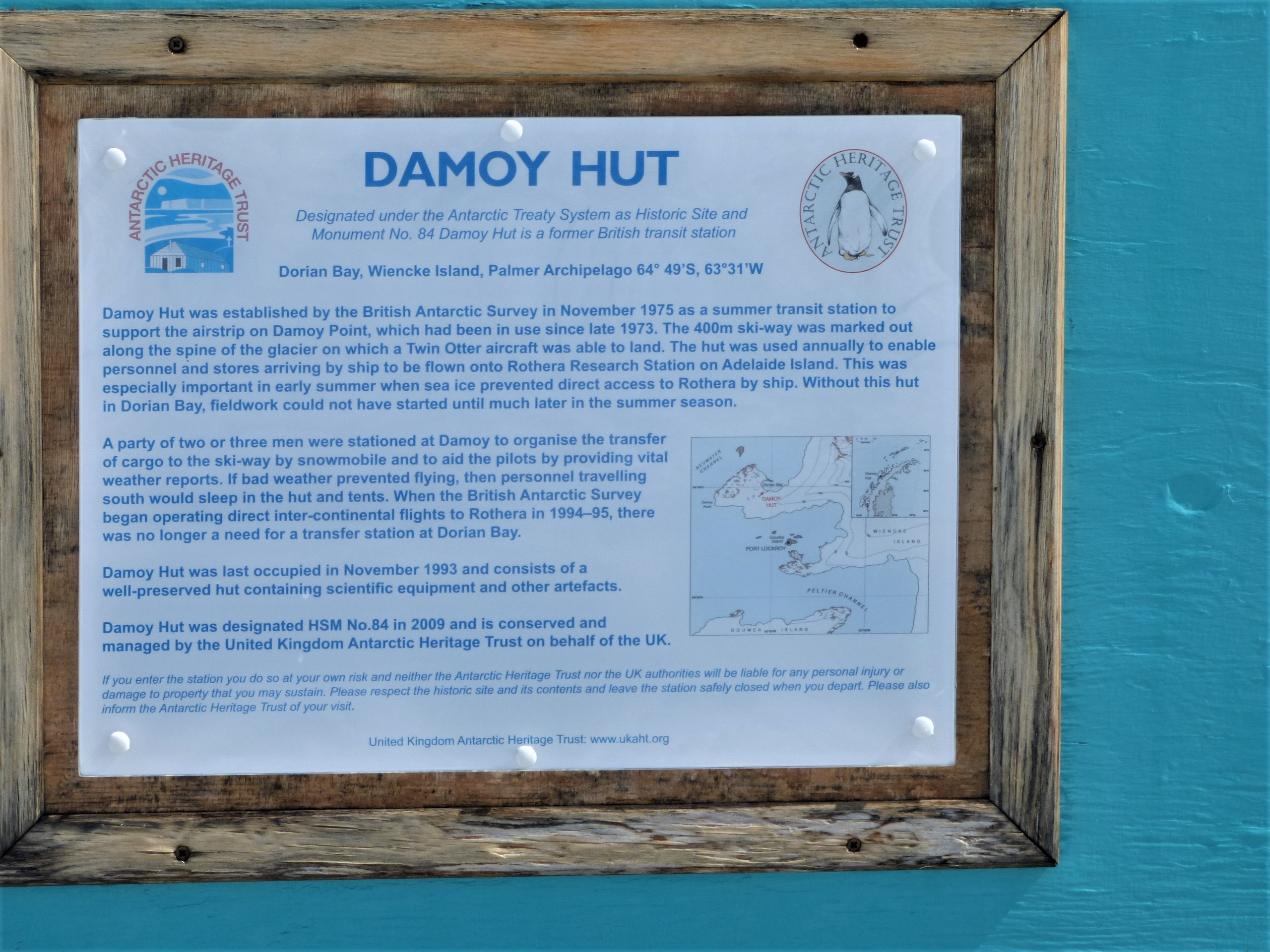
Panneau historique fixé sur la cabane du BAS
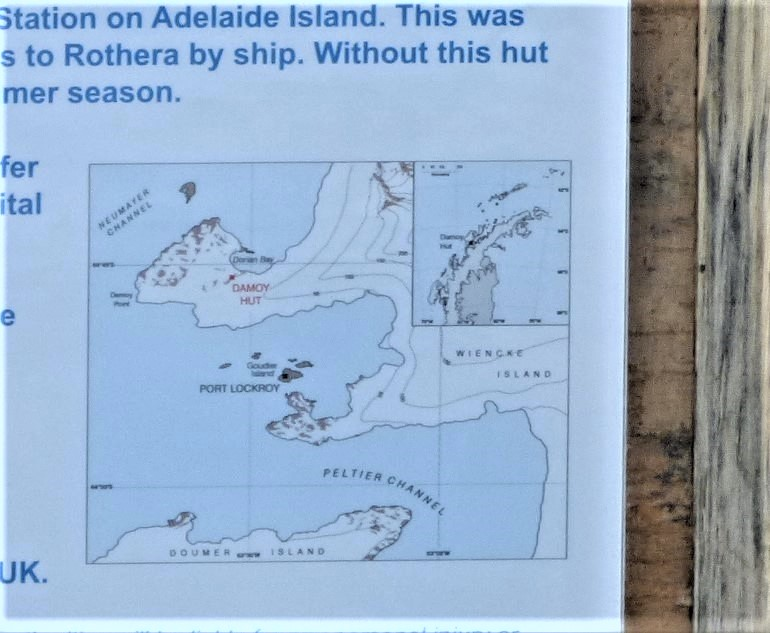
Détail du panneau historique : plan de la Pointe Damoy
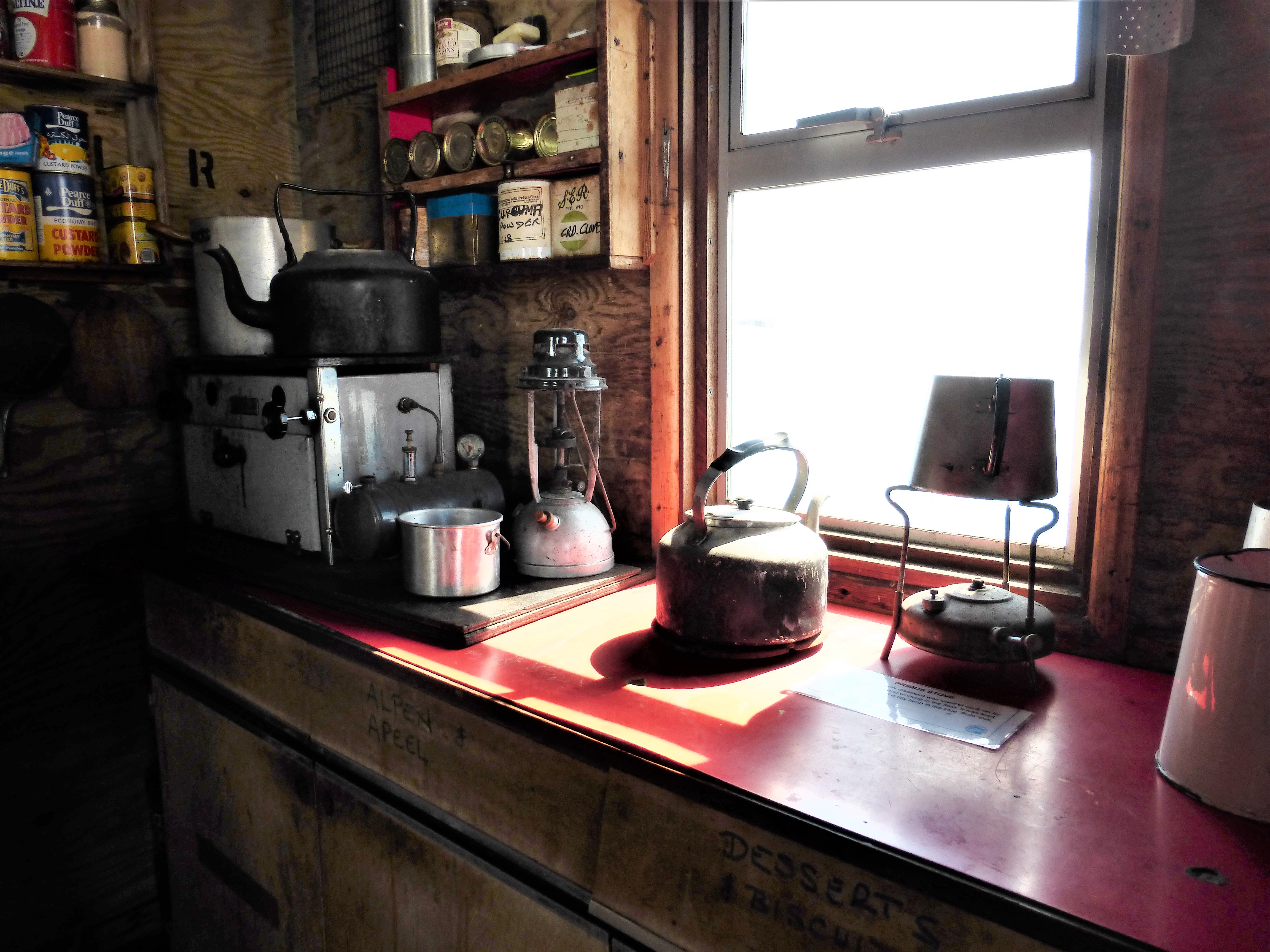
Intérieur de la cabane du BAS : la cuisine
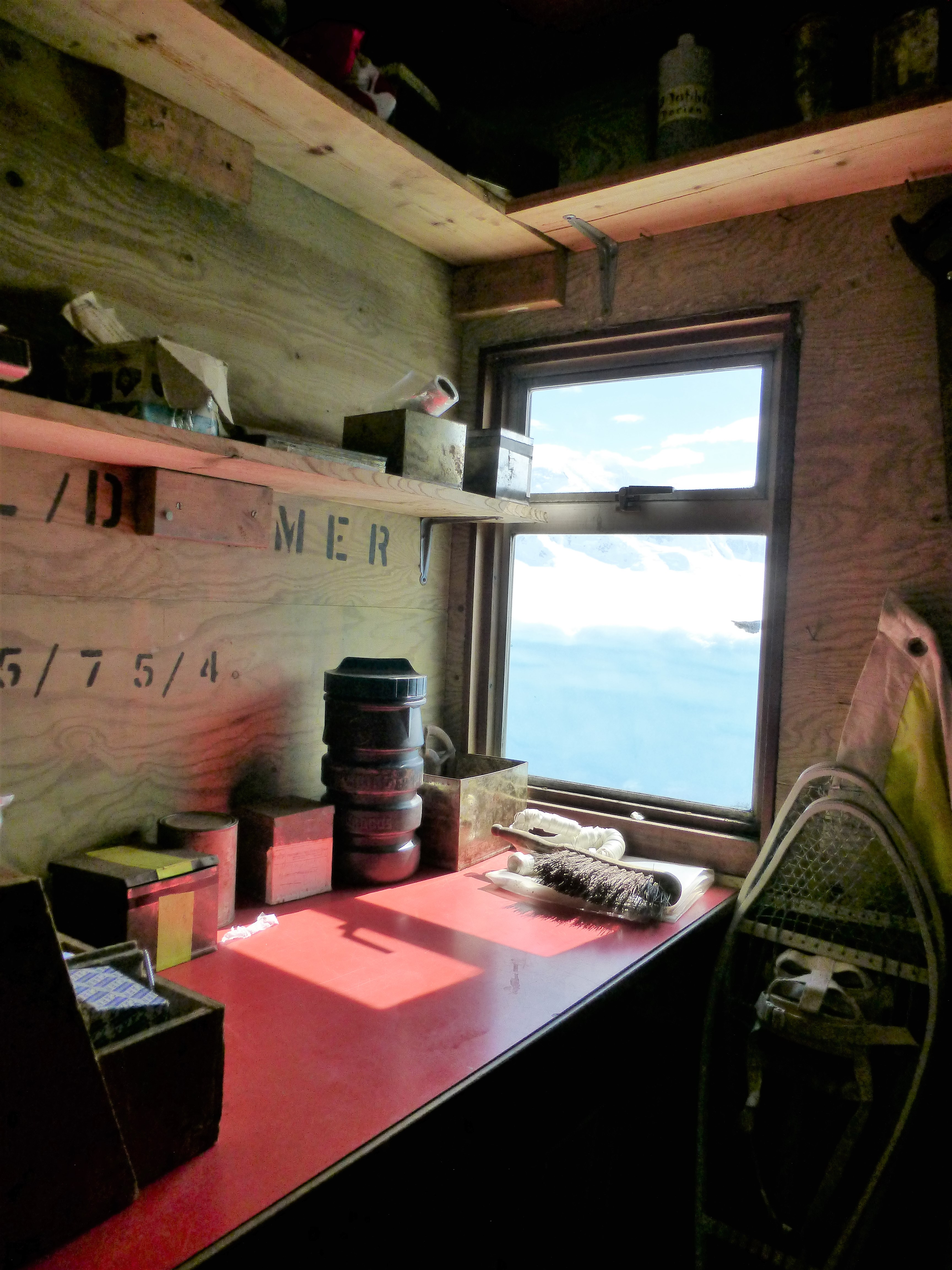
Intérieur de la cabane du BAS : une chambre
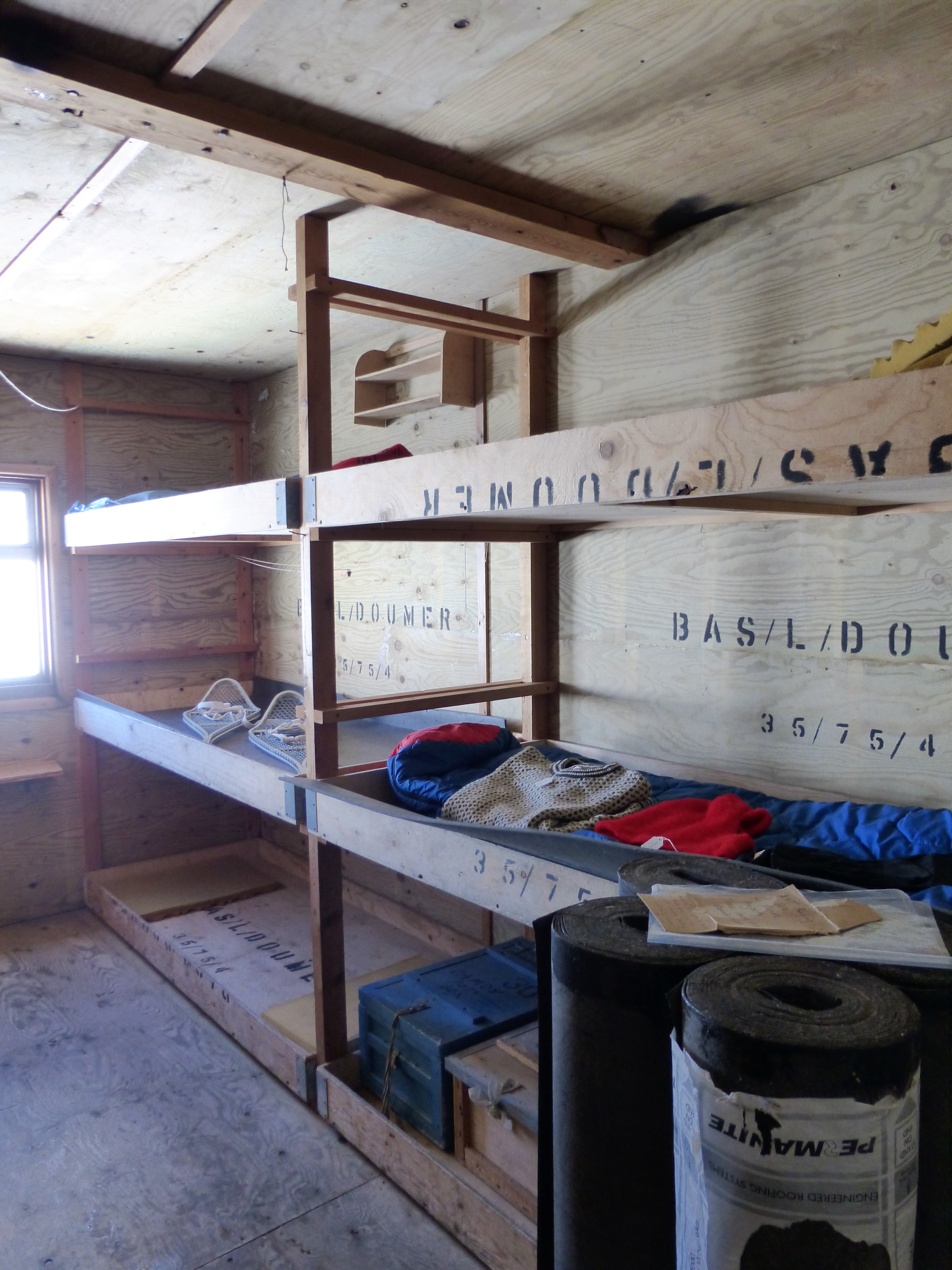
Intérieur de la cabane du BAS : dortoir.
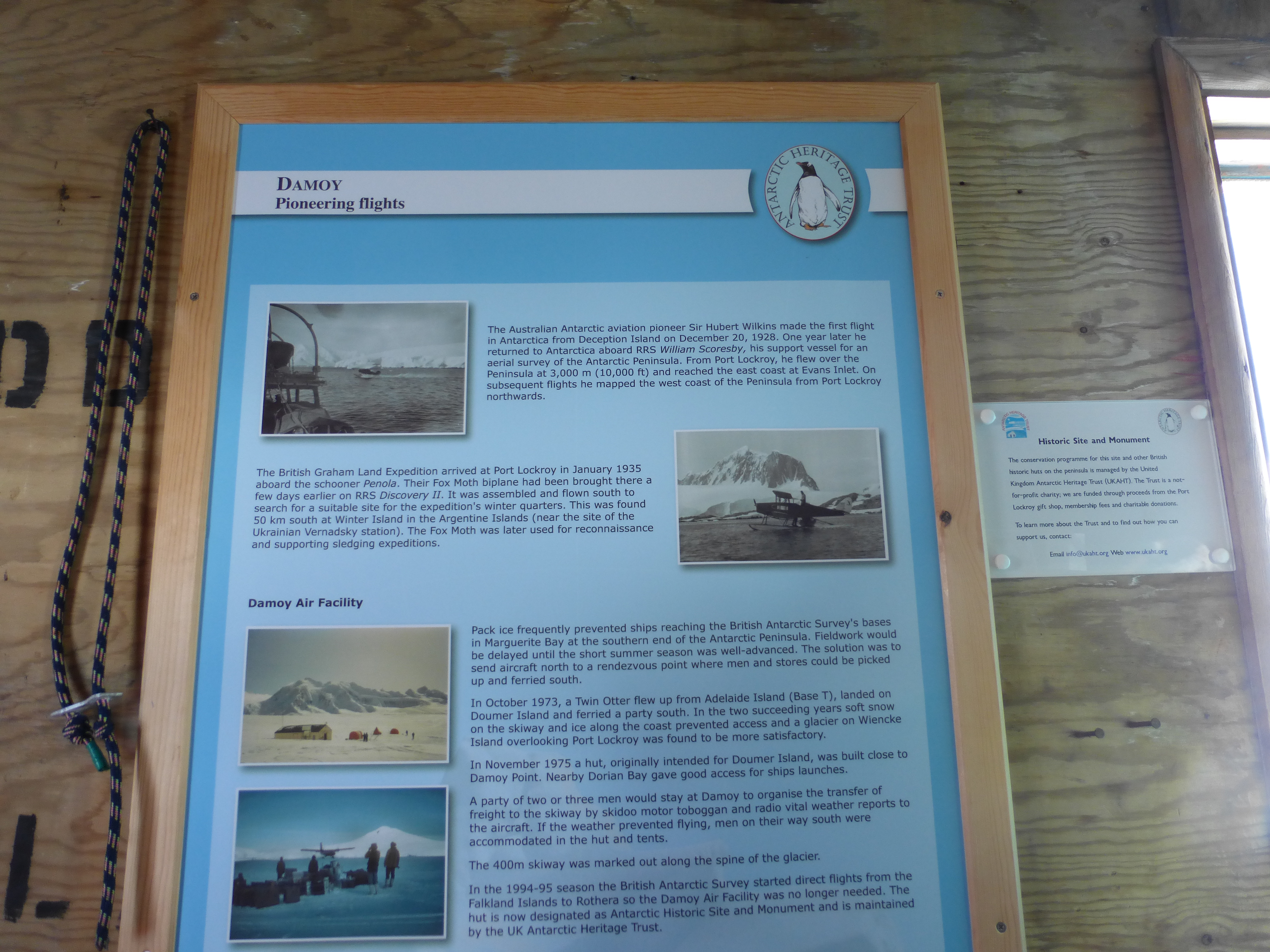
Intérieur de la cabane du BAS : panneau explicatif sur les premiers vols à la Pointe Damoy

## Faune
Pendant le printemps et l'été australs des colonies de manchots papous viennent nicher à la Pointe Damoy. Sont également présents des skuas, des sternes antarctiques ainsi que des goéland dominicains. Elle est fréquentée par les phoques de Weddell qui aiment sommeiller sur ses berges. Les phoques crabiers se rencontrent dans ses eaux en période de reproduction.

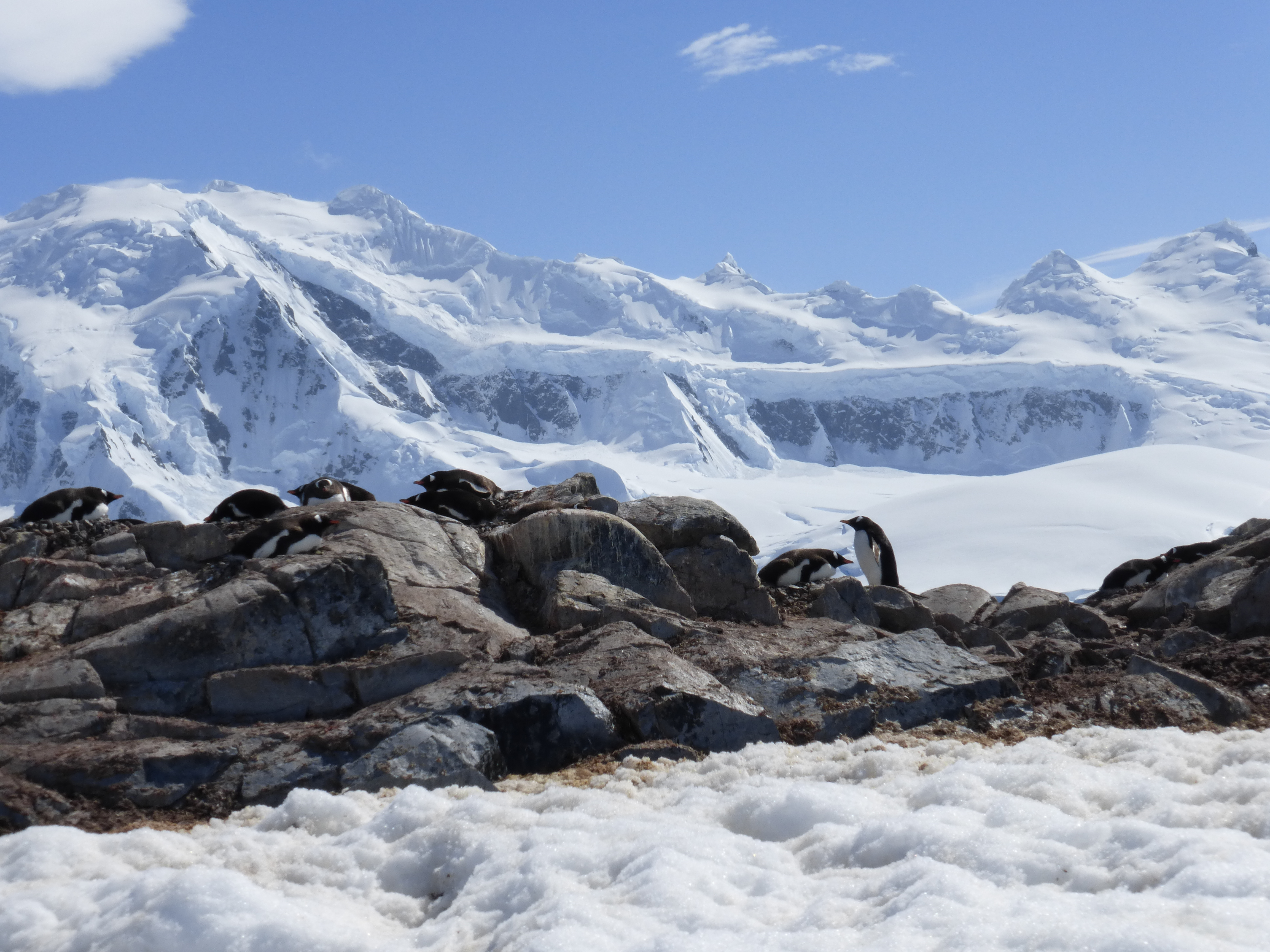
Roquerie de manchots papous à la Pointe Damoy. En arrière plan les montagnes de l'île Anvers
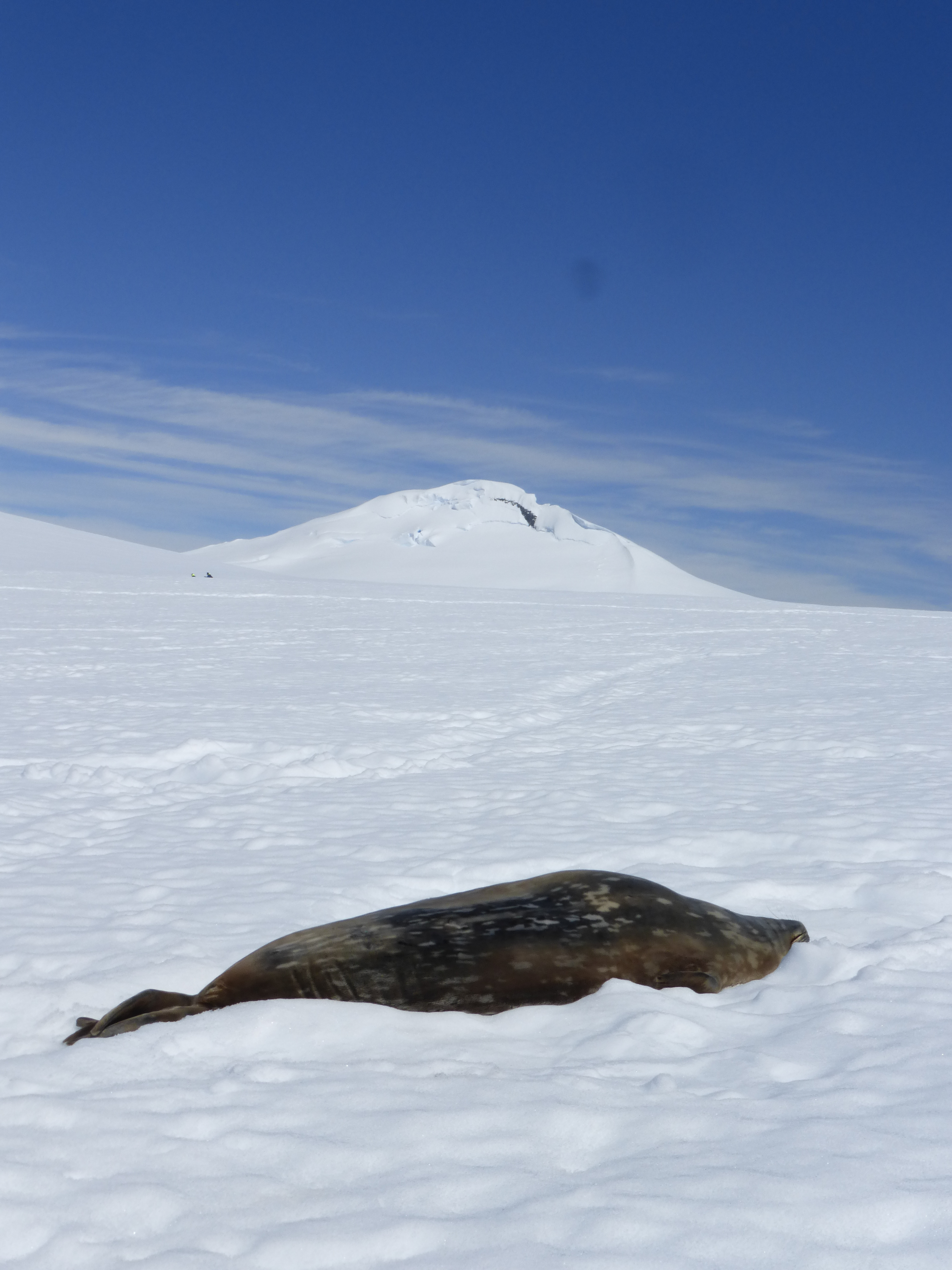
Phoque de Weddell endormi sur la neige à la Pointe Damoy
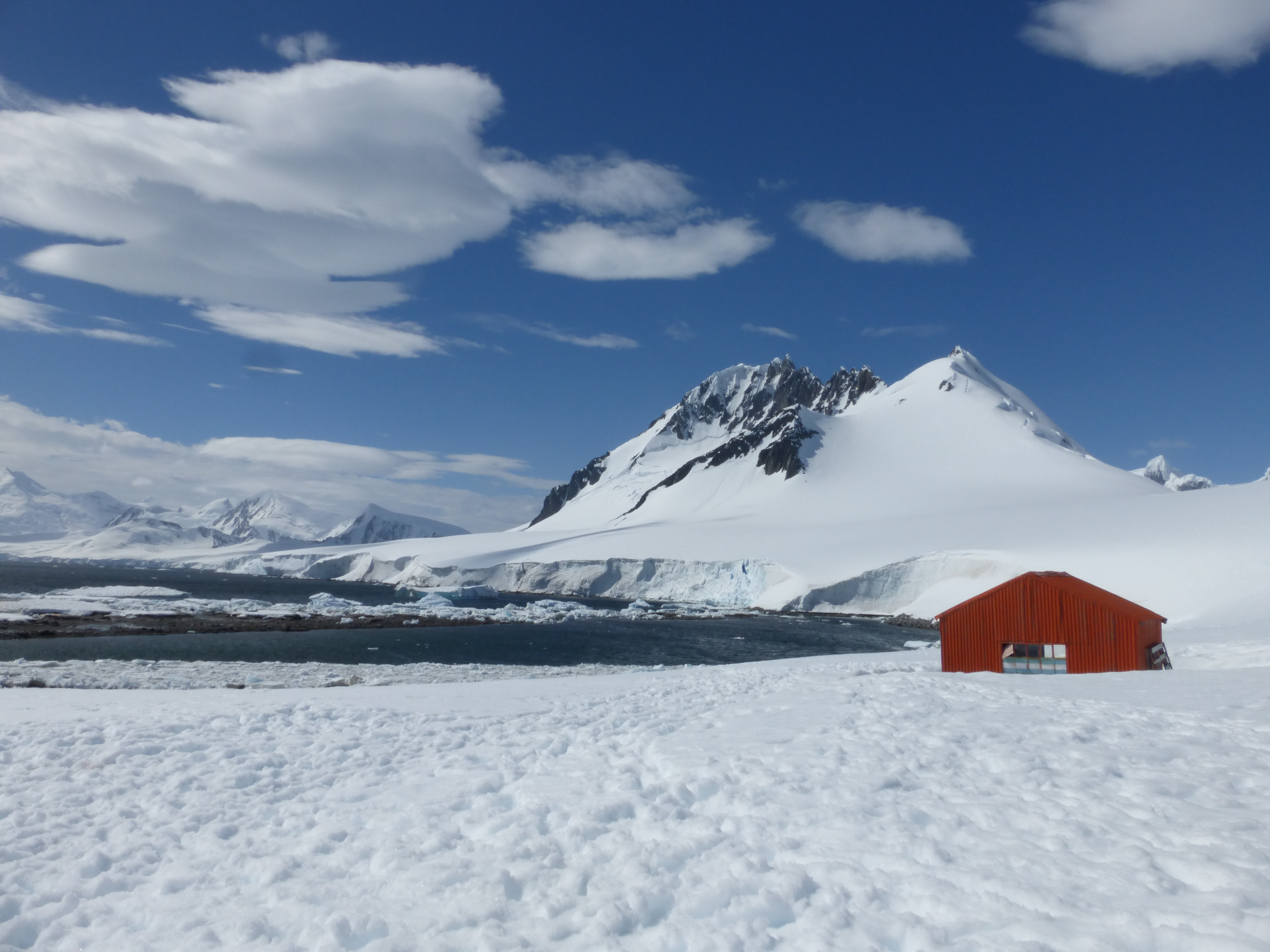
Panorama de la Baie Dorian. A droite le refuge abandonné de la marine argentine